# География Воеводины

Карта Воеводины

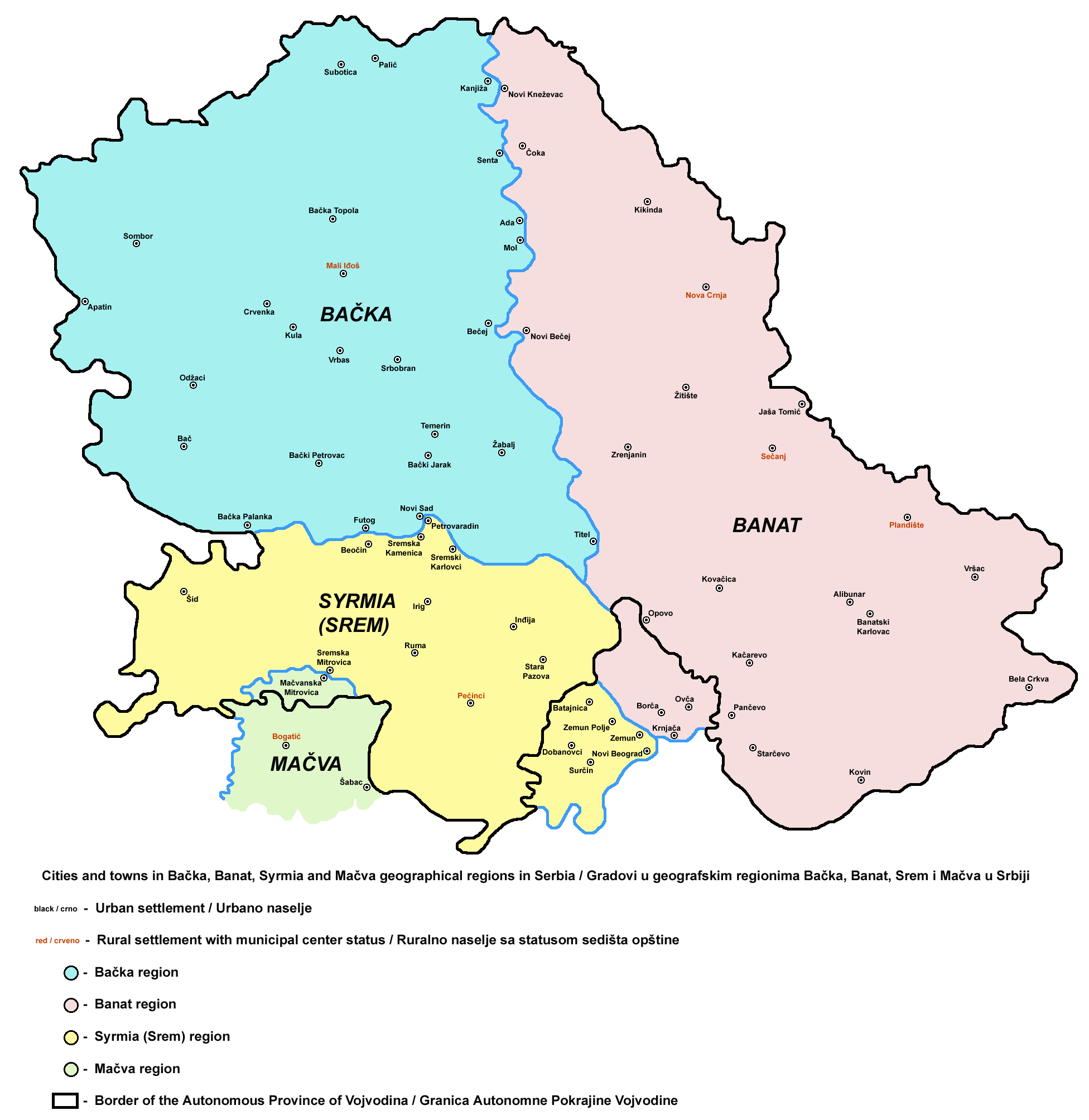
Карта показывает главные географические регионы в Воеводине, например, города.

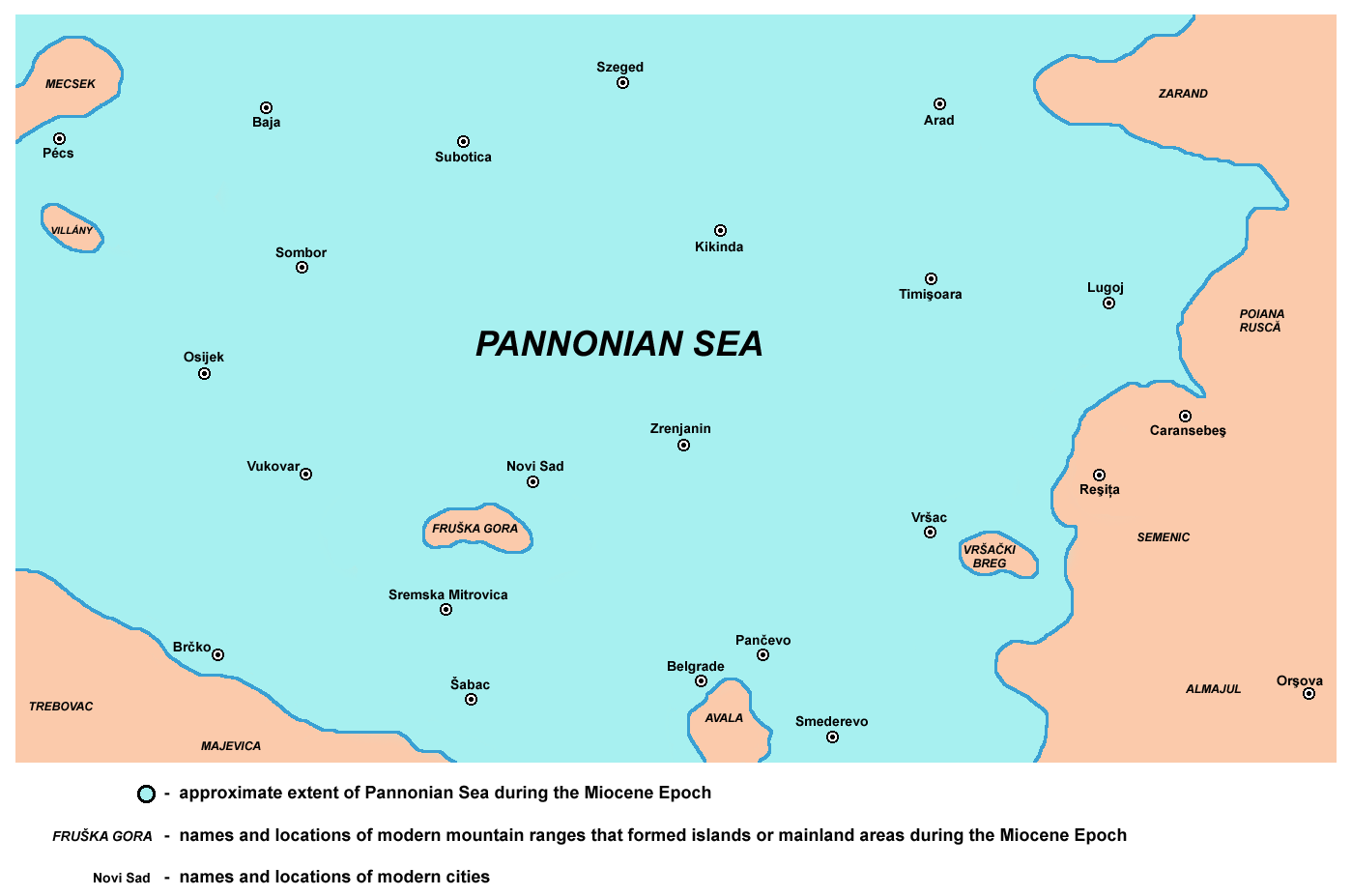
Детальная карта юго-восточного части Паннонского моря (современная территория Воеводины) в течение Миоценовой эпохи.

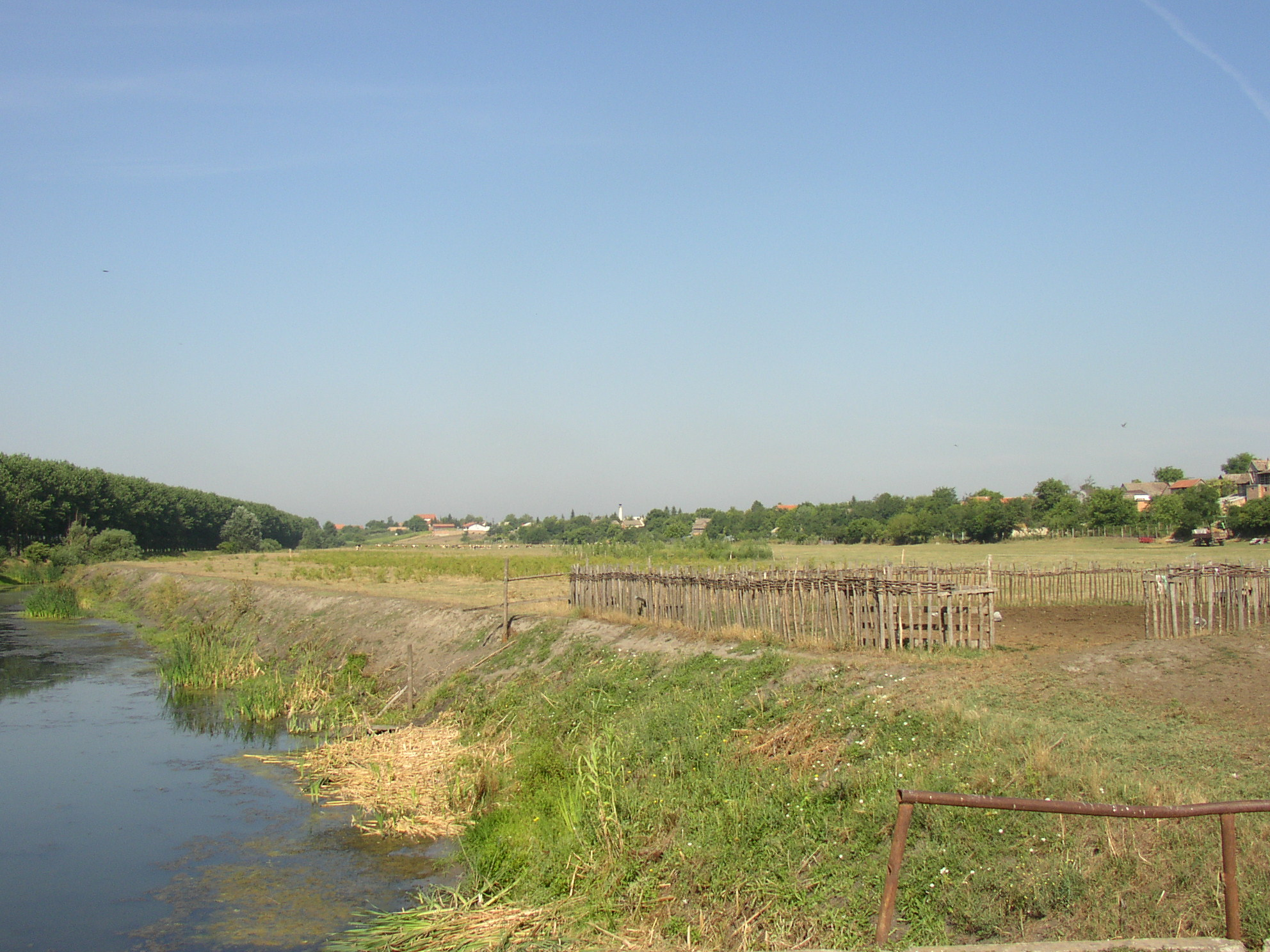
Ландшафт Воеводины, рядом с деревней Скореновак

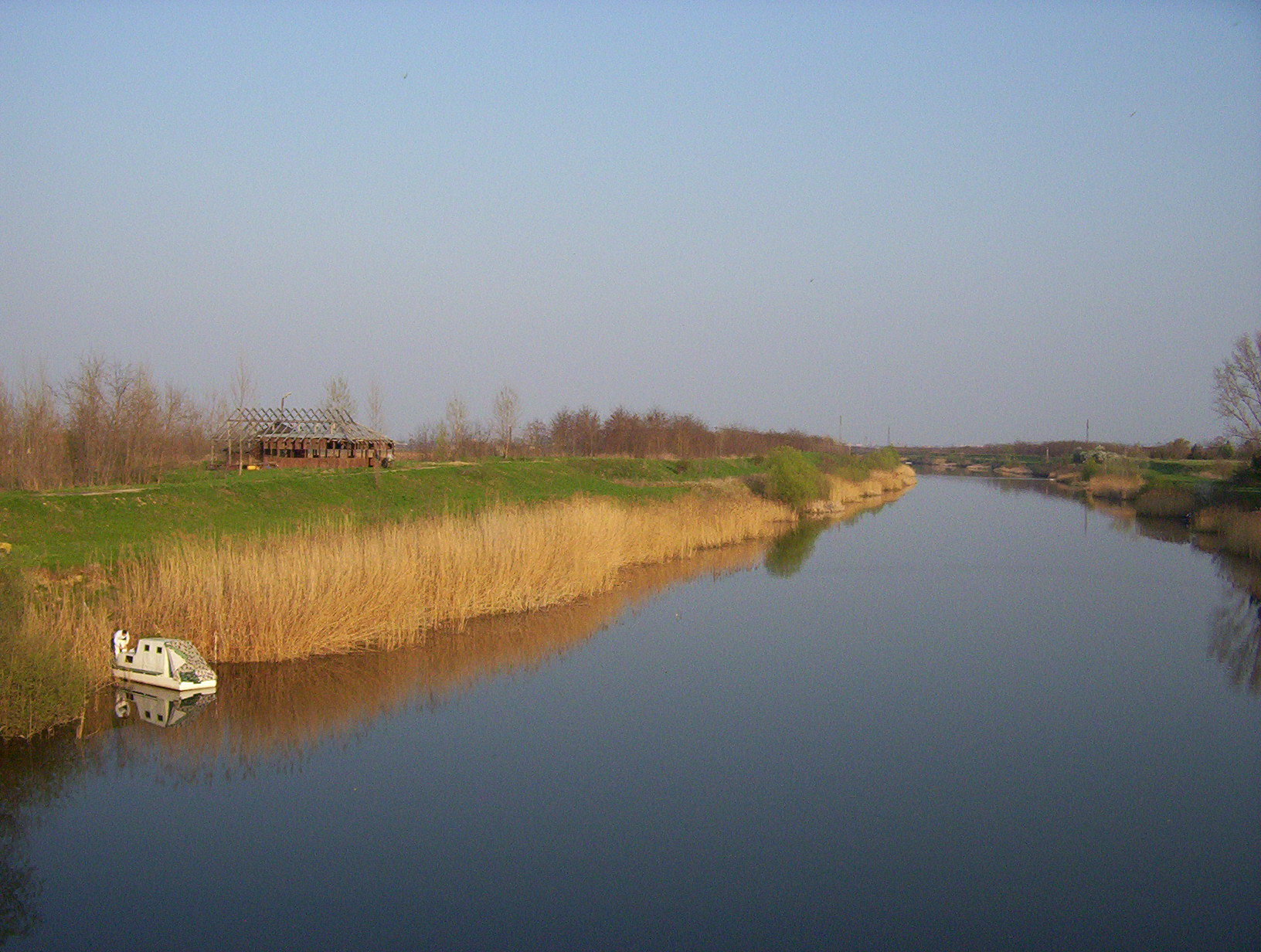
Канал Дунай-Тиса-Дунай рядом с деревней Руменка, рядом с Нови-Садом

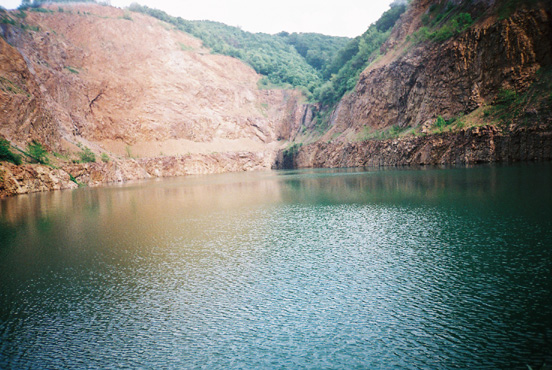
Озеро Лединчи на Фрушке-Горе

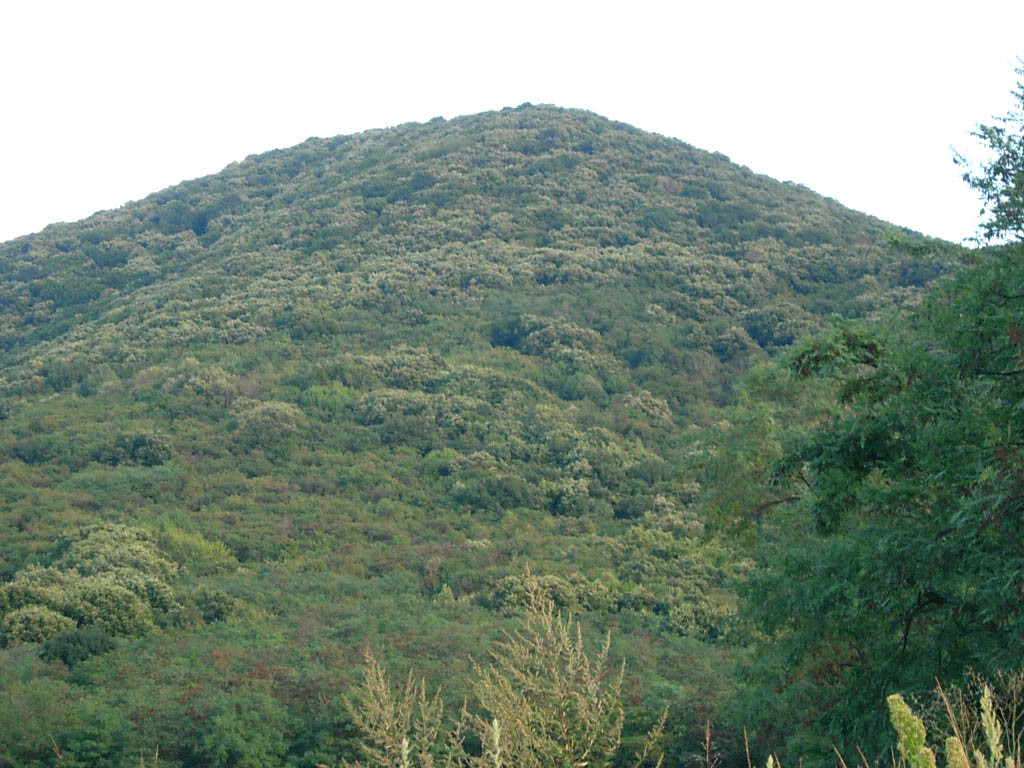
Самая высокая вершина в Воеводине.

Воеводина — автономный округ Сербии, расположенный на Среднедунайской низменности, регионе центральной Европы.
Она граничит с Румынией на востоке, Венгрией на севере, Хорватией на западе, и Боснией и Герцеговиной на юго-западе. Южная граница — административная линия с Центральной Сербией.

## Географические регионы Воеводины
- Бачка
  - Шайкашка
  - Телечка
  - Горный Брег
- Банат
  - Великий Рит
  - Горный Ливад
- Срем
  - Подлужье
- Мачва
- Подунавье
- Посавина
- Потисье
- Помарье

## Горы и холмы
- Фрушка-Гора
- Тителский Брег
- Горы Врзак
- Загайская Брда

## Пески
- Делибатские пески
- Суботико-Хоргосские пески

## Реки
- Дунай
- Егричка
- Тиса
- Сава
- Бегей
- Тимиш
- Кораш
- Златика
- Нера
- Босут
- Кривая
- Чикер
- Мостонга
- Плазович

## Каналы
- Канал Дунай-Тиса-Дунай, и немного большие каналы части датной системы:
  - Бегей Канал
  - Джегричка канал
  - Джарчина канал

## Озёра
- озеро Палич
- озеро Лудошко
- озеро Лединчи
- озеро Русанда
- Обедска бок